# Ahmed Ali al-Mwawi
Ahmed Abdullah Al-Mwawi fue un militar del ejército egipcio, con el rango de comandante general de la fuerza expedicionaria egipcia durante la guerra árabe-israelí de 1948.
Graduado en la Academia Militar en 1916, fue nombrado Comandante en Jefe del departamento de formación de Operaciones Militares. Siendo ascendido a brigadier en 1945, se convirtió en el Comandante de la 4.ª Brigada de Infantería. En 1947 es nombrado comandante de la división de infantería. Con la intensificación de los enfrentamientos en Palestina, trasladó su sede a El-Arish, donde fue estacionado junto a una fuerza de infantería.
El 14 de mayo, por decreto Real, Mwawi fue ascendido a General y nombrado Comandante del sector sur del teatro de operaciones palestino del ejército egipcio. Mandó una fuerza expedicionaria de unos 10 000 hombres de infantería compuesto por cinco batallones de Infantería, un batallón de blindados con carros de combate británicos Mark VI y Matilda, un batallón de dieciséis cañones de 25 libras, un batallón de ocho cañones de 6 libras y medio batallón de ametralladoras con tropas del batallón de apoyo.
El Mandato británico de Palestina expiraba el 15 de mayo de 1948, pero la dirigencia judía proclamó la Declaración del Establecimiento del Estado de Israel el 14 de mayo.
El 15 de mayo, los aviones egipcios bombardearon Tel-Aviv. El 20 de octubre, el rey Faruk I relegó a al-Mwawi del mando.